# Liste von Verlagspreisen
Dies ist eine Liste von Preisen für verlegerische Leistungen:
- Berliner Verlagspreis
- Deutscher Verlagspreis
- Follett Gold Medal
- Goethe-Verlagspreis
- Hessischer Verlagspreis
- Hotlist-Preis
- Kurt-Wolff-Preis
- Niedersächsischer Verlagspreis
- Sächsischer Verlagspreis
- Starcherone Prize for Creative Fiction
- Verlagsprämie des Freistaats Bayern
- Verlagspreis Literatur des Landes Baden-Württemberg
- Verlagspreis des Verlages Junge Welt
- Victor Otto Stomps-Preis
- ZEIT-Preis für kleinere Verlage
- K.H. Zillmer-Verlagspreis